# Иттрийникель
Иттрийникель — бинарное неорганическое соединение
никеля и иттрия
с формулой NiY,
кристаллы.

## Получение
- Спекание стехиометрических количеств чистых веществ:

{\displaystyle {\mathsf {Ni+Y\ {\xrightarrow {1065^{o}C}}\ NiY}}}

## Физические свойства
Иттрийникель образует кристаллы
ромбической сингонии,
пространственная группа P nma,
параметры ячейки a = 0,7156 нм, b = 0,4124 нм, c = 0,5515 нм, Z = 4,
структура типа борида железа FeB
.
Соединение конгруэнтно плавится при температуре 1065°С .

## Применение
Используется как катализатор при получении углеродных нанотрубок и углеродных «луковиц».